# Alciphron (livre)
Alciphron, ou The Minute Philosopher, est un dialogue philosophique du philosophe irlandais du XVIIIe siècle, George Berkeley, dans lequel celui-ci combattait les arguments de libres penseurs tels que Mandeville et Shaftesbury contre la religion chrétienne. Il fut achevé en 1731 et publié pour la première fois en 1732.
Le dialogue se déroule principalement entre quatre personnages : les libres penseurs Alciphron et Lysiclès, Euphranor, porte-parole de Berkeley, et Criton, porte-parole du christianisme traditionnel. Le narrateur, généralement muet, porte le nom de Dion.

## Contenu
L'ouvrage contient deux sections particulièrement remarquables :
- Dialogue IV, dans lequel Berkeley présente un nouvel argument téléologique pour l'existence de Dieu basé sur la théorie du langage visuel de Berkeley, défendue dans lEssay Toward a New Theory of Vision (publié pour la première fois en 1709 et inclus dans la première édition d'Alciphron).
- Dialogue VII, dans lequel Berkeley présente une nouvelle théorie du langage (en)  qui a été comparée à la théorie du langage défendue par Ludwig Wittgenstein dans ses Recherches philosophiques.

Dans un ouvrage ultérieur, The Theory of Vision Vindicated and Explained (publié pour la première fois en 1733), Berkeley a cité le travail d'Alberto Radicati (en) comme preuve que les vues défendues par le personnage de Lysicles n'étaient pas excessivement exagérées (para. 5).
L'ouvrage exprimait l'anti-catholicisme de Berkeley. Il y suggérait que la libre pensée, en portant atteinte au protestantisme, ouvrirait l'Angleterre à la conversion par les missionnaires catholiques. En 1742, l'Église catholique réagit aux vues anti-catholiques de l'ouvrage en l'inscrivant à l'Index, où il resta jusqu'en 1966 .

## Publication
Il fut initialement publié anonymement sous le titre complet « Alciphron: or, the minute philosopher. In seven dialogues. Containing an apology for the Christian religion, against those who are called free-thinkers, » (« Alciphron : ou, le philosophe minutieux. En sept dialogues. Contenant une apologie de la religion chrétienne contre ceux qu'on appelle les libres penseurs »), imprimé à Londres par J. Tonson en deux volumes. Le second volume contient son Essai vers une nouvelle théorie de la vision (An Essay towards a New Theory of Vision) ; il n'était donc pas très anonyme.
L'édition posthume de 1755 fut la première à mentionner le nom de Berkeley comme auteur. L'ouvrage fut commencé alors que Berkeley vivait à Whitehall Museum (en), dans le Rhode Island, et achevé à son retour à Londres en 1731.

## Réception
Le livre fut critiqué par une lettre du Daily Postboy (septembre 1732), à laquelle Berkeley répondit dans sa Theory of Vision (1733). Peter Browne (en), évêque de Cork, répondit à Berkeley dans sa Divine Analogy (1733). Bernard Mandeville répondit dans une brochure intitulée Letter to Dion (1732). Lord Hervey protesta contre le rationalisme d'Alciphron dans ses Some Remarks on the Minute Philosopher (1732). La critique philosophique de Francis Hutchenson parut dans la quatrième édition de son Enquête sur l'origine de nos idées de beauté et de vertu (Inquiry into the Origin of our Ideas of Beauty and Virtue, 1738). L'ecclésiastique américain Samuel Johnson écrivit une critique plus favorable dans ses Elementa Philosophica (1752).